# Musée d'histoire régionale d'Odessa
Le musée d'histoire régionale d'Odessa (en ukrainien : Одеський історико-краєзнавчий музей) est une institution située au 4 rue Gavanna à Odessa en Ukraine.

## Historique
Fondé en 1948 dans la maison  du riche commerçant Alexandre Yakovlevitch Novikov par l'architecte Felix Gonsiorovskiy. De style renaissance tardive italienne, le bâtiment appartient début XXe siècle à la ville et connu de nombreuses affectations.

## Collections
Le musée a plus de 120 000 objets dans sa collection et est l'un des plus riches du pays.

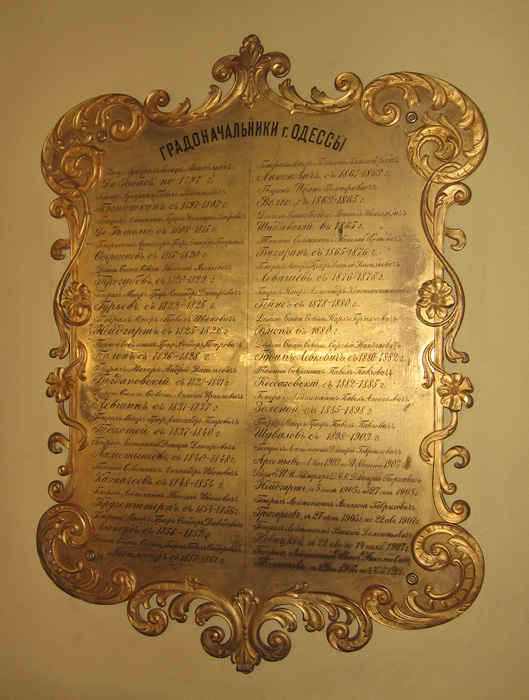
Liste des maires de la Ville,
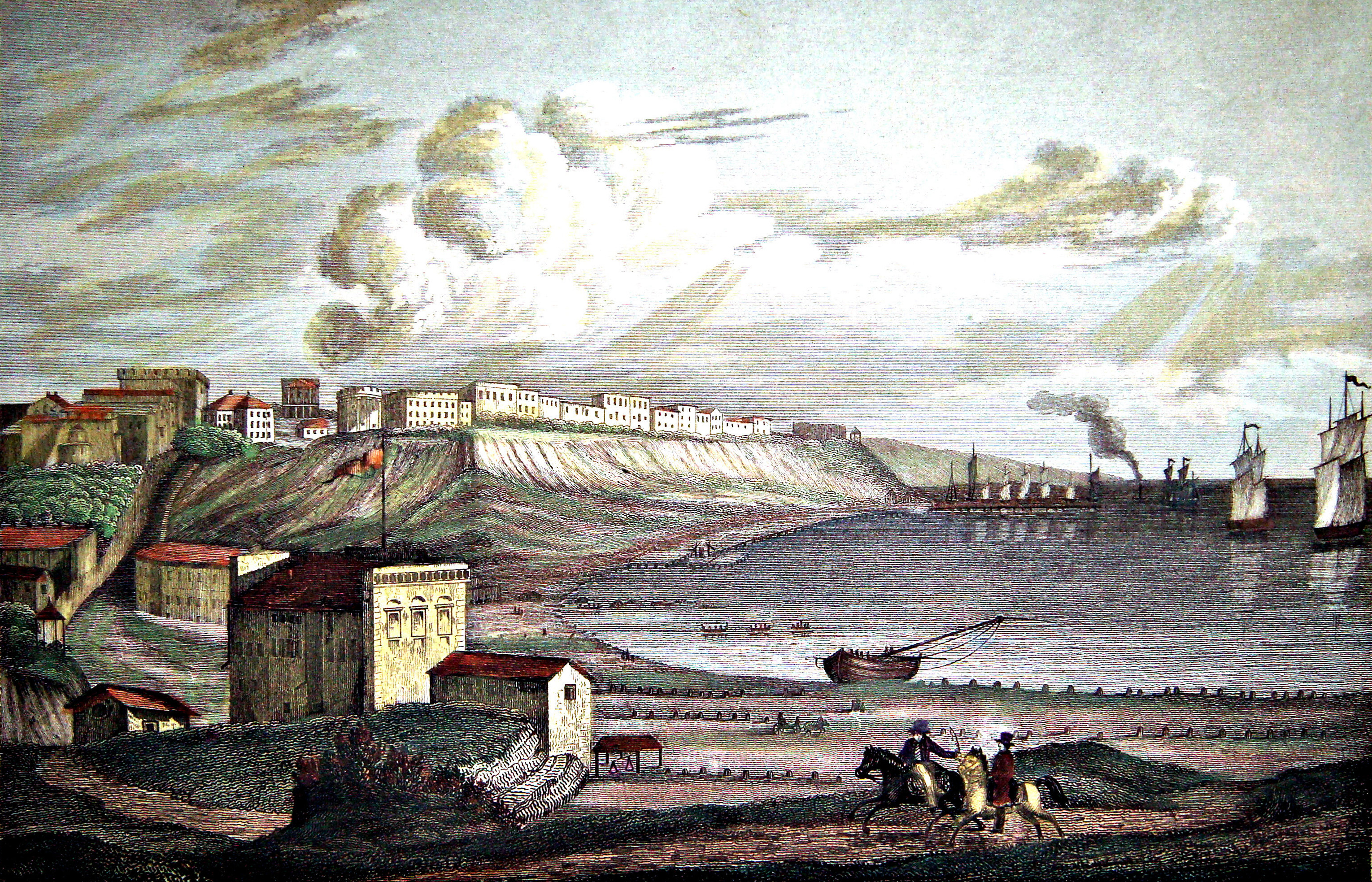
vue du port en 1837.
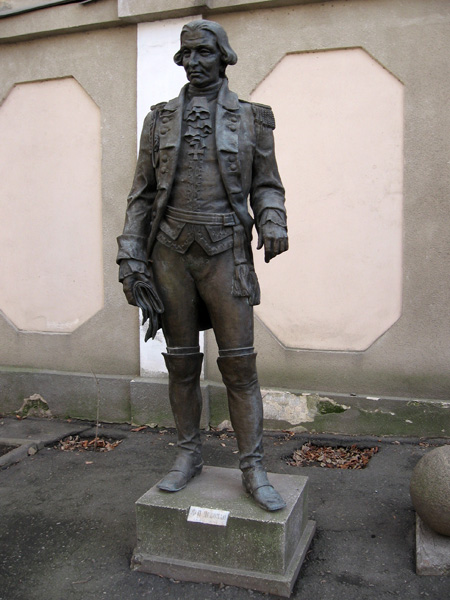
Origianux : De Volan,
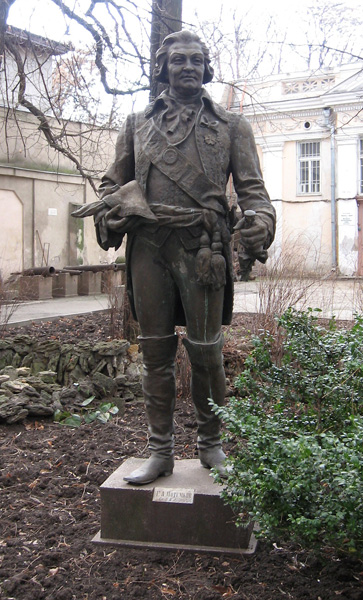
Potemkin,
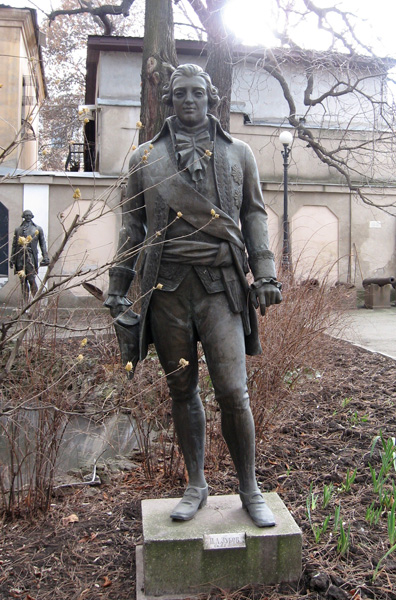
Zoubov, statues des fondateurs de la Ville.